# Карабобо-1
Карабобо-1 — уникальное нефтяное месторождение в нефтяном поясе Ориноко находящие на востоке Венесуэлы в штате Ансоатеги. Открыто в ноябре 2006 году.
Запасы тяжелой нефти оценены экспертами "Райдер и Скаут" в 50 млрд баррелей или 8 млрд тонн, из которых являются извлекаемыми 10 млрд баррелей или 2 млрд тонн нефти. Вошло в пятерку крупнейших нефтяных месторождении мира.
Операторами разработки стали PDVSA c Petrobras.